# Petalactis vagans
Petalactis vagans is een zeeanemonensoort. De anemoon komt uit het geslacht Petalactis. Petalactis vagans werd in 1830 voor het eerst wetenschappelijk beschreven door Lesson. 